# Mariebo IK
Mariebo IK bildades i Rune Lundqvists källare den 28 november 1958, och är en idrottsklubb från Mariebo i Jönköping i Sverige. Klubben bedrev tidigare bland annat ishockey, men den 3 september 1971 beslutades att lägga ner ishockeyverksamheten. Även fotboll bedrivs, och 1999 kom den senare så framgångsrika damfotbollen i gång. Man har även bedrivit bordtennis, vilket skedde mellan 1970-talets början och 1990-talets slut.
2013 spelade damfotbollslaget i fotboll i Division 1. 2015 började man spela sina hemmamatcher på Stadsparksvallen. I oktober 2018 vann man Smålandscupen genom att finalbesegra IFK Värnamo med 5-2.

## Ordföranden
- 1958–1972: Tage Karlsson
- 1972–1986: Hans Karlsson
- 1986–2004: Sven Hollander
- 2004–2006: Conny Nilsson
- 2006–2014: Perry Sterndahlen
- 2015–2016: Christian Blick
- 2017: Conny Nilsson
- 2018–2020: Henrik Lefvert
- 2021–: Carl-Johan Svärd

### Fotnoter
1. 1 2  ”Om Mariebo IK”. Mariebo IK. https://www.laget.se/marieboik/About. Läst 1 april 2018.
2. ↑  Nils Björkholm (31 mars 2013). ”Övriga lag i div 1 år 2013”. Mariebo IK. Arkiverad från originalet den 13 oktober 2013. https://archive.is/20131013115221/http://www.mariebo.org/index.php/om-damfotbollen/137-kollegor-i-div-1-ar-2013. Läst 13 oktober 2013.
3. ↑  ”Seger efter förlängning”. IFK Värnamo. 11 oktober 2018. https://www.laget.se/marieboik/news/5717170/Seger-efter-forlangning. Läst 13 oktober 2018.